# Borstel (Bassa Sassonia)
Borstel è un comune di 1.390 abitanti della Bassa Sassonia, in Germania.
Appartiene al circondario (Landkreis) di Diepholz (targa DH) ed è parte della comunità amministrativa (Samtgemeinde) di Siedenburg.

## Geografia antropica

### Suddivisioni amministrative
Conta le frazioni di Bockhop, Campen e Sieden.